# ヒット曲
ヒット曲（ヒットきょく）とは、ポピュラー音楽の分野において人気を博し、流行した楽曲のこと。またはレコードやCDの売上、音楽配信、ストリーミング等のヒットチャートで、ある程度のヒットを記録した曲のこと。順位において何位以内に入ればヒットしたといえるか、CD売上枚数が何枚に達する必要があるかなどの基準は明確ではない。

## 日本における初期のヒット曲
1914年（大正3年）に松井須磨子が劇団芸術座の公演『復活』の劇中歌として歌唱した「カチューシャの唄」（作詞：島村抱月・相馬御風、作曲：中山晋平）は、それまでの伝統的な邦楽や童謡・唱歌とは異なる流行歌の先駆けであり、日本初のヒット曲ともされる。
1927年（昭和2年）に日本ビクターが設立されると、1928年（昭和3年）には最初期の商業レコードが発売された。佐藤千夜子は「波浮の港」、「東京行進曲」などのレコードを10万枚以上売り上げた、日本最初期のヒット歌手とみなされている。

## CD売上・音楽配信でのヒット基準
日本の音楽市場においては、1989年以降、日本レコード協会が出荷枚数に応じてゴールドディスク認定を行っている。2003年6月度までは、20万枚の出荷枚数で「ゴールド認定」となっていたが、音楽市場の変化により、それ以降は10万枚の出荷枚数でゴールド認定が与えられる。また、100万枚の売上枚数を記録したシングルはミリオンセラーと呼ばれ、長らく大ヒットの基準とみなされてきた。
2000年代に入ると、着うた、ダウンロード販売、YouTubeなど新たな音楽との接触方法が生まれたことにより、CDセールスのみを楽曲のヒットの基準とすることが難しくなった。日本レコード協会は2006年から着うたフルなど有料音楽配信に対してダウンロード認定を行っている。2008年には米国ビルボードが阪神コンテンツリンク運営のビルボードジャパンとして日本に参入し、CDセールスに加えてダウンロードやラジオのオンエア数、YouTube視聴数などを合算した独自の複合チャートの公開を開始した。

## ストリーミング時代のヒット基準
日本では、2015年にApple Musicが国内サービスを開始、2016年にはSpotifyの日本参入など、サブスクリプション型（定額制）のストリーミングサービスが音楽業界において年々影響力を増しつつある。それに伴いあいみょんなど、ストリーミングサービスによってブレイクするアーティストが増加傾向にある。
音楽ジャーナリストの柴那典は、2020年にはヒット曲の生まれる場所がCDからサブスクリプション型のストリーミングサービスへと完全に移行し、売上枚数100万枚に代わって、再生回数「1億回」がサブスク時代の“ヒットの新基準”になった、と評している。

## 米国、英国チャートでのヒット基準
アメリカ合衆国においては、国内で最も影響力の高い音楽チャートであるBillboard Hot 100の上位40位以内にランクインすることがヒットの基準であるとみなされている。
イギリスにおいては、オフィシャル・チャート・カンパニー (OCC) が集計する全英シングルチャートの上位75位に少なくとも1週間ランクインすることがヒットの基準とみなされている。